# Duffyoemida gracilis
Duffyoemida gracilis är en skalbaggsart som beskrevs av Karl Adlbauer 1995. Duffyoemida gracilis ingår i släktet Duffyoemida och familjen långhorningar.
Artens utbredningsområde är Togo. Inga underarter finns listade i Catalogue of Life.